# Палико, Жорж
Жорж Мари Луи Гийом Палико (фр. Georges Marie Louis Guillaume Palicot; 2 июня 1857, Ла-Роэ, департамент Майен — не ранее 1921) — французский композитор.
Получив степень бакаклавра литературы, работал в секретариате Политехнической школы. Затем решил посвятить себя музыке, изучал композицию у Огюстена Савара, Жюля Массне, Эрнеста Гиро и Шарля Гуно — последний испытывал к Палико особую симпатию (известно даже, что он рекомендовал Палико вместо себя для сочинения торжественной кантаты в честь столетия Великой французской революции, которая должна была быть исполнена в рамках Всемирной выставки 1889 года).
Автор нескольких опер, в том числе «Альциона» (фр. Alcyone; 1891), «Вендетта» (фр. La vendetta; 1903), «Роза Прованса» (фр. Rose de Provence; 1904) и «Шрам» (фр. La balafre; 1907), постановка последней в Лионе вызвала полемику в прессе, включая разгромную рецензию Леона Валласа в «Revue musicale de Lyon», издевательски называвшую Палико композитором, испытавшим влияние Баха и Массне, а также Гуно и Вагнера. Сочинил также оперетту «Флирт и любовь» (фр. Flirt et Amour; 1916), музыку для нескольких балетов и пантомим, ряд вокальных сочинений (на стихи Франсуа Коппе, Поля Деруледа, Шарля Гранмужена, Армана Сильвестра и др.), камерные произведения. «Триумфальный марш» Палико, посвящённый императору Николаю II, был исполнен оркестром Национальной гвардии под управлением Габриэля Пареса во время прибытия Николая в Париж в 1896 году.
Первым браком был женат на пианистке Люси Палико (развелись в 1888 г.). В 1895 году женился на 18-летней актрисе Эльзе Таксель (настоящее имя Альфонсина Трокне); их свадьба попала в скандальную хронику, поскольку прямо на церемонию явилась полиция, предъявившая молодожёнам обвинение в нескольких кражах; новоиспечённые супруги спаслись бегством в Бельгию.